# Альбські відклади в Більче-Золотому
Альбські відклади в Більче-Золотому — відслонення, геологічна пам'ятка природи місцевого значення в Україні.
Розташовані на східній околиці села Більче-Золоте Чортківського району Тернопільської області, в урвищі біля дороги до міста Борщева.
Площа — 0,03 га. Оголошені об'єктом природно-заповідного фонду рішенням виконкому Тернопільської обласної ради від 27 грудня 1976 року № 637. Перебуває у віданні Більче-Золотецької сільської громади.
Охоронюються під зеленуватими глауконіт-кварцяними пісками і піщано-опоковими відкладами сеноманського ярусу (верхня крейда) відслонення піскуватих вапняків з великою кількістю уламків морських їжаків, моховаток і черепашок молюсків. Нижня частина товщі має чітко виражену косу верствуватість із кутами падіння до 160 на пн. схід. Ці піскуваті вапняки належать до альбського ярусу (нижня крейда); їхня видима потужність до 10 м. Поверхня альбських відкладів розмита донними течіями.
Має важливе значення для вивчення стратиграфії і палеографії регіону в ранньокрейдову епоху.